# CD Santiago Wanderers

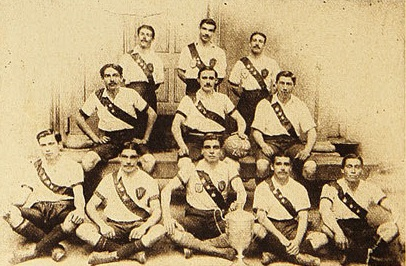
Team van 1907

CD Santiago Wanderers is een Chileense voetbalclub die in 1892 werd opgericht, en daarmee de oudste club is van het Zuid-Amerikaanse land. De club werd drie keer landskampioen.

## Geschiedenis
Santiago Wanderers speelde in 1937 voor het eerst in de hoogste klasse en werd dat jaar zevende en laatste. De club wist geen enkele wedstrijd te winnen en eindigde met nul punten. Het volgende seizoen werd de club vervangen door Universidad de Chile. De terugkeer volgde in 1944, dit keer ging het beter met een negende plaats op twaalf clubs. De Wanderers vestigden zich in de subtop en in 1949 werd de club vicekampioen, dit deed de club nog eens over in 1956 en in 1958 werd de club voor het eerst kampioen. De volgende drie seizoenen eindigde de club nog in de topvier en bleef ook daarna een subtopper.
In 1968 werd de tweede titel binnen gehaald. Twee jaar later ontsnapte de club echter net aan degradatie. Tijdens de jaren zeventig kon de club geen rol van betekenis spelen en in 1978 degradeerde de club. Na één seizoen konden de Wanderers terugkeren maar degradeerde opnieuw na twee seizoenen. In 1983 keerde de club terug en werd laatste op 22 clubs maar dat jaar was er geen degradatie, het was echter uitstel van executie want het volgende seizoen degradeerde de club wel. Dit keer was het tot 1990 wachten vooraleer de club een wederoptreden maakte in de hoogste klasse, maar ook nu moest de club na twee seizoenen opnieuw afscheid nemen. In 1996 keerde de club opnieuw terug en kon nu drie seizoenen standhouden.
In 2000 keerde club opnieuw terug en kon goed standhouden. Het volgende seizoen werd onverwachts de landstitel opnieuw binnen gehaald. Ook de volgende seizoenen eindigde de club in de subtop en vestigde zich weer als een vaste waarde in de hoogste klasse. In 2006 eindigde de club in de middenmoot. In 2007 degradeerde Santiago Wanderers, en kreeg de club drie punten in mindering gebracht omdat spelers niet op tijd waren betaald. Twee jaar later keerde de club terug op het hoogste niveau, nadat San Luis Quillota in de Apertura/Clausura-playoff (over twee duels) was verslagen.

## Erelijst
- Landskampioen

1958, 1968, 2001
- Copa Chile:

Winnaar: 1959, 1961, 2017
Finalist: 1960, 1974
- Segunda División

1978, 1995

## Eindklasseringen
| Seizoen               | Seizoen      | Plaats   | Duels                                  | W                                      | G                                      | V                                      | Goals                                  | Punten |
| --------------------- | ------------ | -------- | -------------------------------------- | -------------------------------------- | -------------------------------------- | -------------------------------------- | -------------------------------------- | ------ |
| 2006 Primera División | Apertura (A) | 5        | 18                                     | 5                                      | 2                                      | 11                                     | 16-30                                  | 17     |
| 2006 Primera División | Clausura (1) | 3        | 18                                     | 8                                      | 4                                      | 6                                      | 22-21                                  | 28     |
| 2007 Primera División | Apertura     | 20       | 20                                     | 4                                      | 4                                      | 12                                     | 24-33                                  | 13     |
| 2007 Primera División | Clausura     | 20       | 20                                     | 4                                      | 5                                      | 11                                     | 15-43                                  | 17     |
| 2008 Segunda División | Apertura     | 9        | 22                                     | 8                                      | 5                                      | 9                                      | 29-29                                  | 29     |
| 2008 Segunda División | Clausura     | 6        | 22                                     | 7                                      | 7                                      | 8                                      | 27-25                                  | 28     |
| 2009 Segunda División | Apertura     | 2        | 19                                     | 9                                      | 6                                      | 4                                      | 33-19                                  | 33     |
| 2009 Segunda División | Clausura     | 2        | 19                                     | 10                                     | 8                                      | 1                                      | 29-12                                  | 38     |
| 2009 Segunda División | Play-off     | 04/11/09 | San Luis Quillota – Santiago Wanderers | San Luis Quillota – Santiago Wanderers | San Luis Quillota – Santiago Wanderers | San Luis Quillota – Santiago Wanderers | San Luis Quillota – Santiago Wanderers | 1 – 2  |
| 2009 Segunda División | Play-off     | 08/11/09 | Santiago Wanderers – San Luis Quillota | Santiago Wanderers – San Luis Quillota | Santiago Wanderers – San Luis Quillota | Santiago Wanderers – San Luis Quillota | Santiago Wanderers – San Luis Quillota | 1 – 1  |
| 2010 Primera División | —            | 7        | 34                                     | 12                                     | 9                                      | 13                                     | 48-52                                  | 45     |

## Trainer-coaches
- Pedro Mazullo (1935)
- Ramón Opazo (1937)
- Fermín Lecea (1943-1945)
- José Pérez (1949-1950)
- Ferenc Plattkó (1952)
- Héctor Velasco (1952)
- Carlos Snopek (1954)
- José Pérez (1955-1961)
- Sergio Cruzat (1962)
- Donato Hernández (1963)
- Martín García (1964-1965)
- Donato Hernández (1966)
- Guillermo Díaz (1967)
- José Pérez (1968)
- Donato Hernández (1969)
- Jorge Luco (1970)
- Luis Álamos (1971)
- Washington Urrutia (1973)
- Hernán Gárate (1973-1974)
- Donato Hernández (1974)
- José Pérez (1975-1977)
- Guillermo Díaz (1978-1979)

- Donato Hernández (1979)
- Luis Álamos (1979-1980)
- Jorge Luco (1980)
- Armando Tobar (1981)
- Jorge Toro (1981)
- Guillermo Díaz (1982)
- Juan Rodríguez Vega (1982)
- Pedro Morales (1983)
- Guillermo Díaz (1984-1985)
- Luis Parraguez (1987)
- Hernán Godoy (1988)
- Isaac Carrasco (1989-1990)
- Luis Santibáñez (1990)
- Óscar Blanco (1991)
- Hernán Godoy (1991)
- Armando Tobar (1992)
- Isaac Carrasco (1992)
- Elías Figueroa (1993)
- Raúl Aravena (1994)
- Jorge Luis Siviero (1994-1997)
- Jorge Socías (1997)
- Leonardo Véliz (1998)

- Pedro García (1998)
- Guillermo Páez (1999)
- Juan Rivero (interim) (1999)
- Jorge Garcés (1999-2001)
- Ricardo Dabrowski (2002)
- Yuri Fernández (2003-2004)
- Raúl Aravena (2004)
- Carlos González (2005)
- Mario Soto (2005-2006)
- Hernán Godoy (2006-2007)
- Raúl Aravena (interim) (2007)
- Yuri Fernández (2007)
- Héctor Robles (interim) (2007)
- Gustavo Huerta (2008)
- Jorge Aravena (2008-2009)
- Humberto Zuccarelli (2009-2010)
- Jorge Garcés (2010)
- Juan Manuel Llop (2011)
- Héctor Robles (2011)
- Arturo Salah (2012)
- Héctor Robles (2012)
- Ivo Basay (2012-)